# جائزة بعد الوفاة

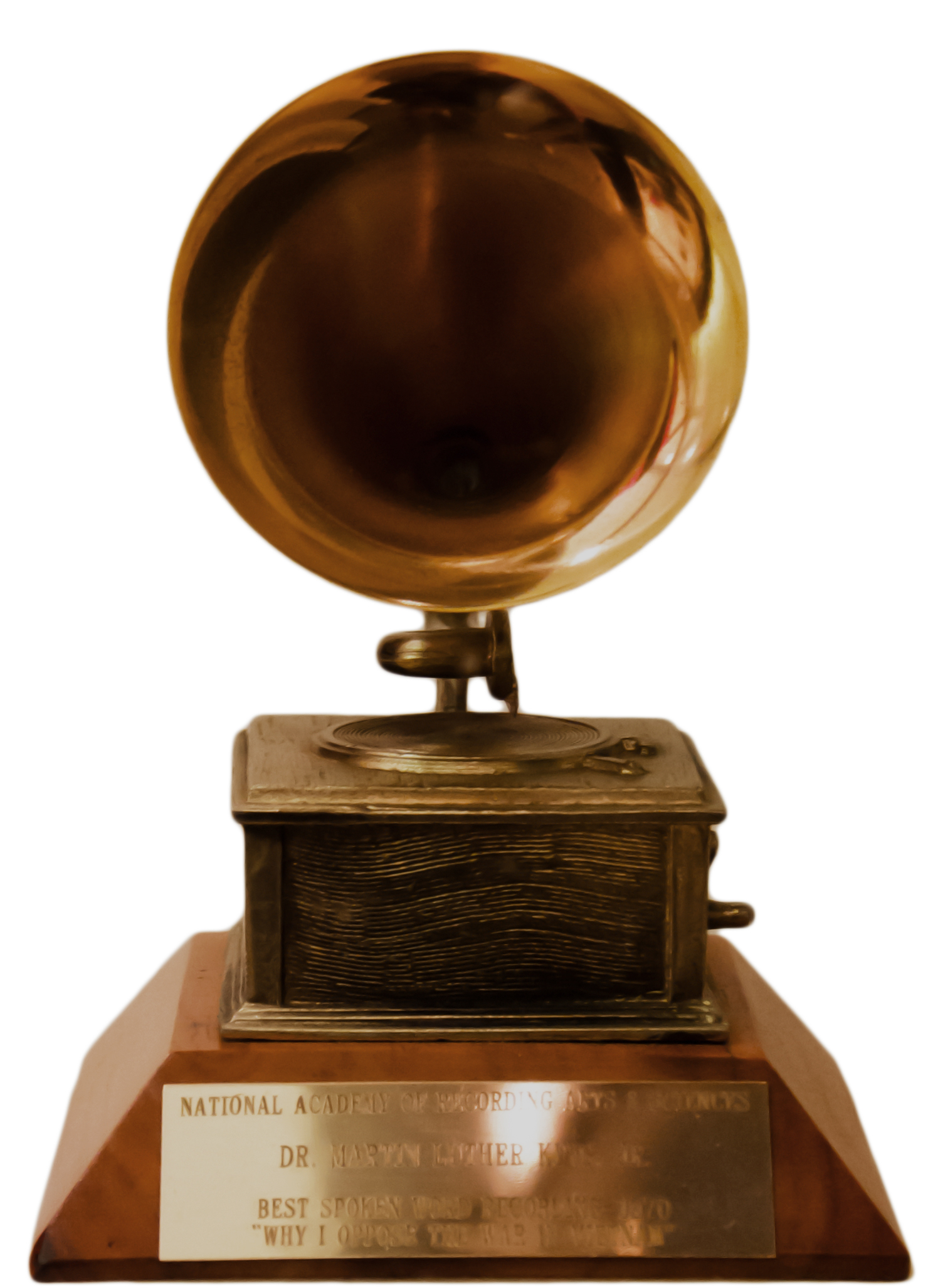
جائزة جرامي للدكتور مارتن لوثر كينج الابن.

تمنح جائزة بعد الوفاة بعد وفاة المستلم. يمكن منح العديد من الجوائز والميداليات والجوائز بعد الوفاة. الممثل الأسترالي هيث ليدجر، على سبيل المثال، فاز بالعديد من الجوائز بعد وفاته في عام 2008. غالبًا ما تُمنح الأوسمة العسكرية، مثل بطل الاتحاد السوفيتي أو ميدالية الشرف، بعد الوفاة. يمكن منح الجوائز والألقاب الرياضية بعد الوفاة كذلك، على سبيل المثال بطل الفورمولا 1 في 1970 يوخن ريندت، الذي توفي في حادث تحطم في أواخر الموسم، ولكن لا يزال لديه ما يكفي من النقاط ليتم اختياره بطلاً.
أقل شيوعًا، يتم منح بعض الجوائز والميداليات والجوائز بعد الوفاة فقط، خاصة تلك التي تكرم الأشخاص الذين ماتوا في خدمة قضية معينة. تشمل هذه الجوائز:
- وسام الشرف الكونفدرالي – لقدامى المحاربين الكونفدراليين الذين تميزوا بشكل واضح خلال الحرب الأهلية الأمريكية (1861-1865).
- وسام داغ همرشولد – للأفراد العسكريين أو الشرطة أو المدنيين الذين فقدوا حياتهم أثناء الخدمة في عملية حفظ سلام تابعة للأمم المتحدة.